# エミール・クラウス
エミール・クラウス（Emile Claus、1849年9月27日 - 1924年6月14日）はベルギーの画家である。印象派のスタイルや新印象派のスタイルの画家の一人である。

## 略歴
ベルギーのウェスト＝フランデレン州のワレヘムの食料品商人の家に生まれた。地元の美術学校で学んだ後、20歳になった1869年にアントウェルペンの王立美術学校に入学し、風景画家のヤコブ・ヤコブス(Jacob Jacobs)らに学んだ。1974年に美術学校を卒業し、1875年のヘントの展覧会、1876年のブリュッセルの展覧会に出展し、高く評価された。初期には暗い色調のスタイルの人物画や風俗画を描いていた。1879年にスペイン、モロッコ、アルジェリアを旅した。1882年にサロン・ド・パリに作品を出展し、成功をおさめ、パリでの活動することが多くなった。自然主義の画家、ジュール・バスティアン＝ルパージュに影響を受けた。
画家として、経済的に安定し1883年にウェスト＝フランデレン州のダインゼに近いアステネに邸を買い、この時期は故郷の風景画などを多く描き、モデスト・ユイスなど、多くのベルギーの芸術家と交流した。フランスの印象派の画家、特にクロード・モネの影響を受け、作品のスタイルが変化した。
第一次世界大戦までは多くの学生の指導も行い、教えた学生にはアンナ・デ・ウェールト、ジョルジュ・モレン、レオン・ド・スメットや児島虎次郎がいた。弟子の一人ジェニー・モンチニーとは後に愛人の関係になった。第一次世界大戦で、ベルギーがドイツ軍の侵攻をうける前にイギリスにロンドンに移り、ロンドンの風景を新印象派のスタイルで描き、これも人気を得た。戦争が終わった後、アステネに戻り、1924年に亡くなった。

## 作品

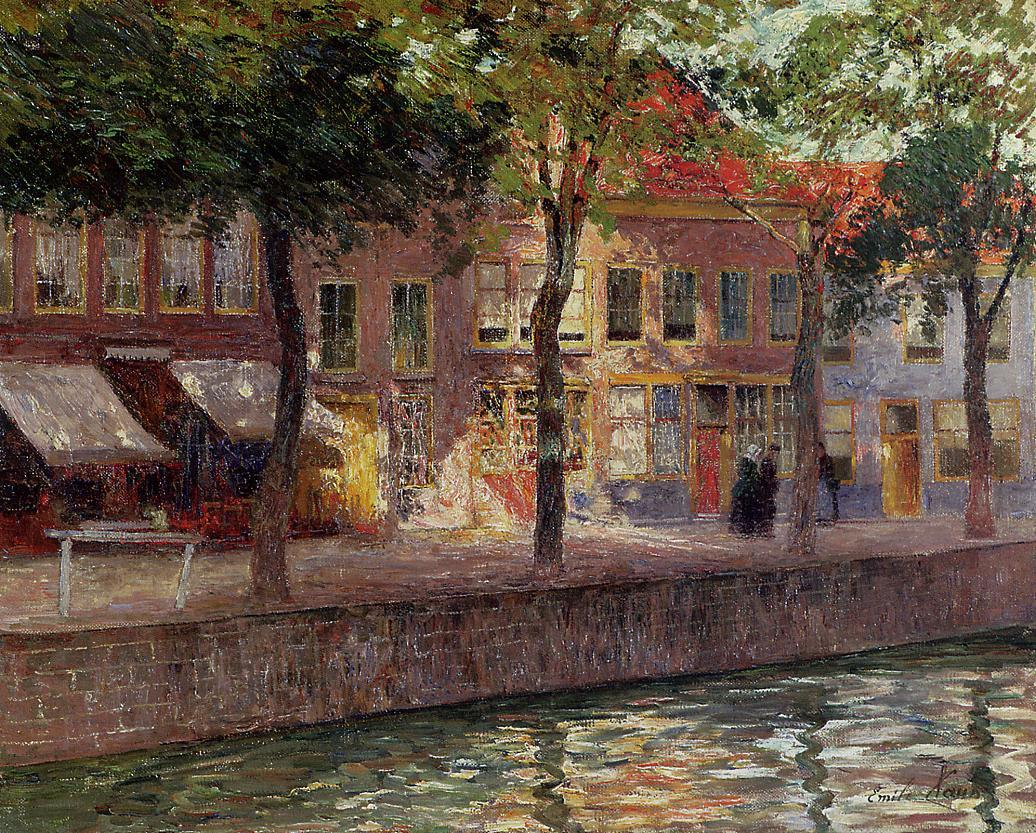
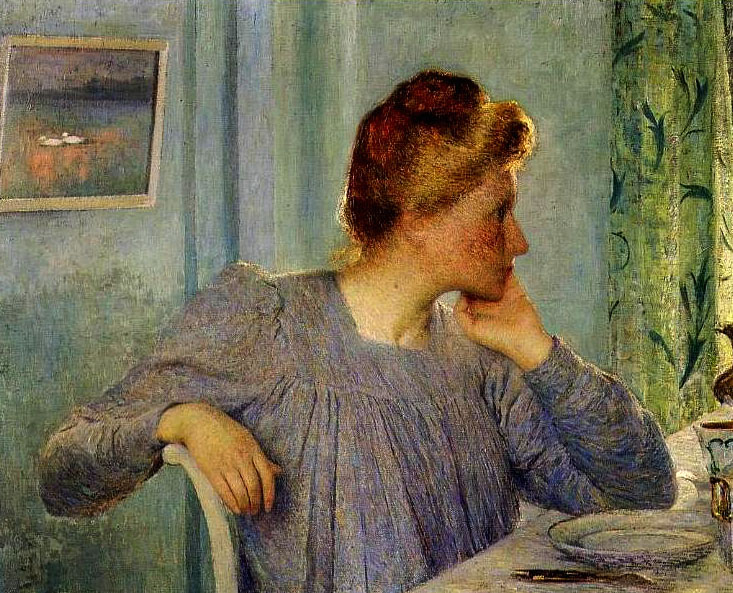
妻の肖像画
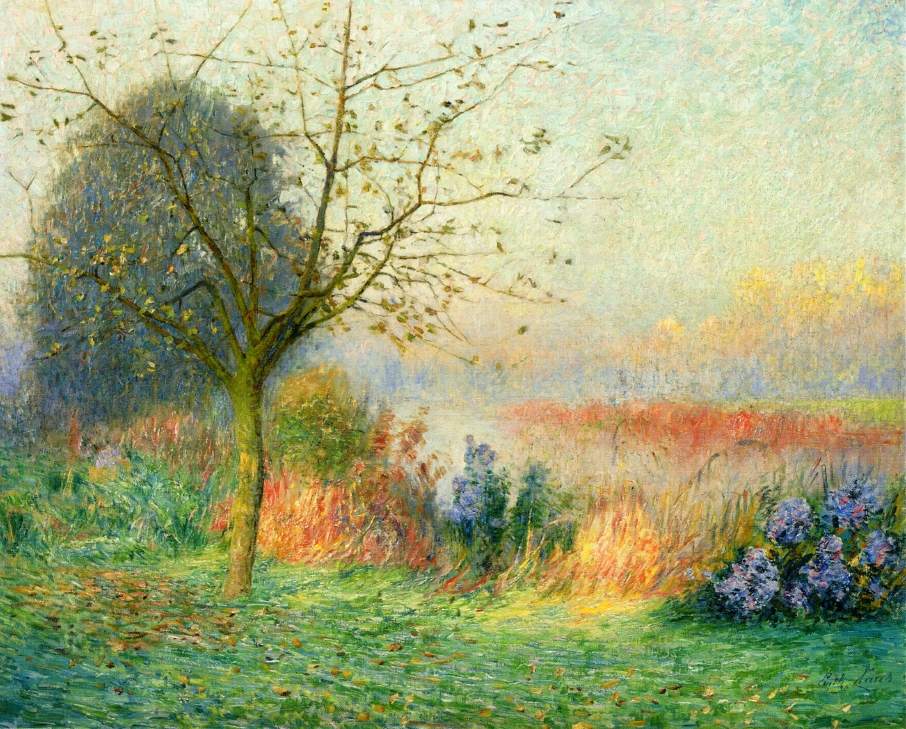
レイエ川の10月の朝 (1901)

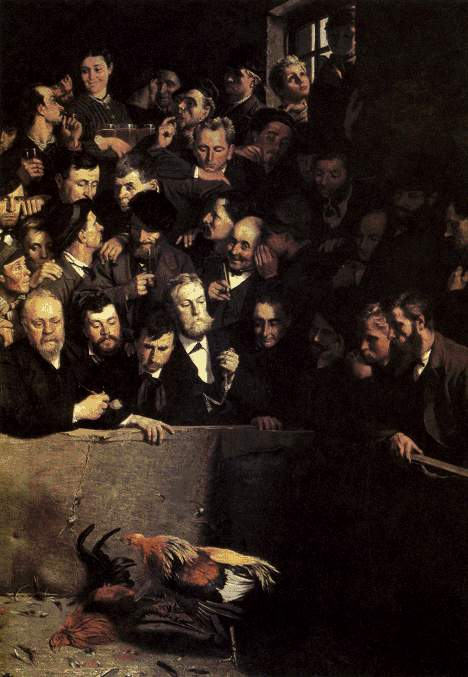
フランドルの闘鶏 (1882)
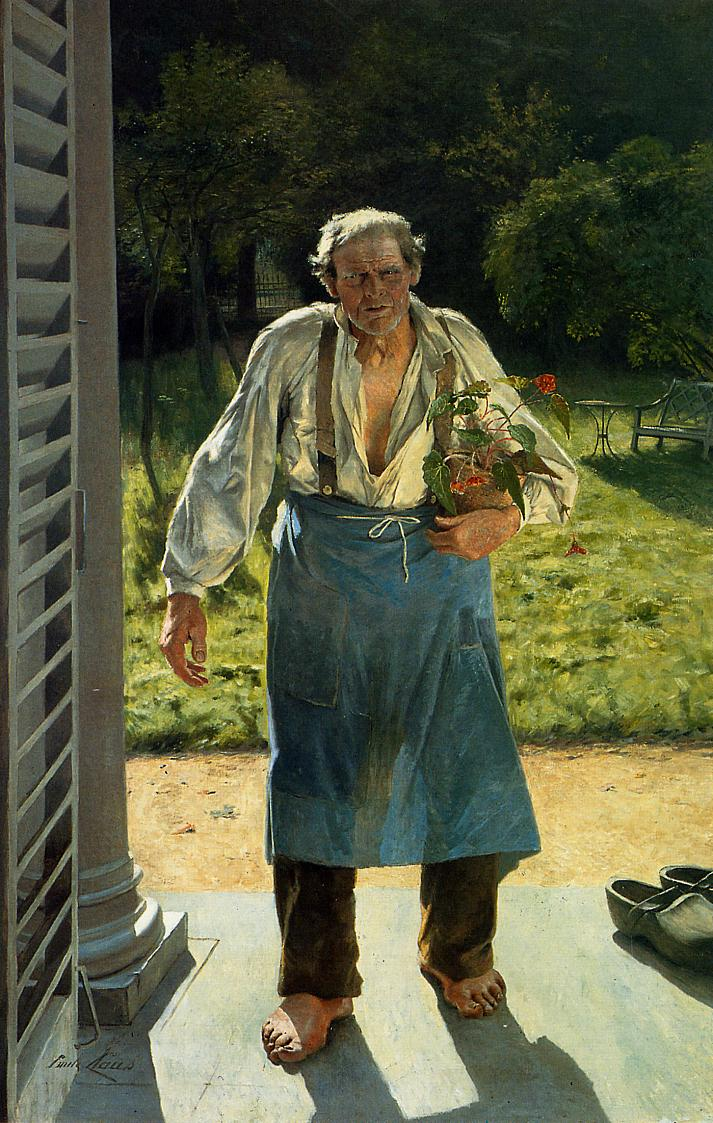
年老いた庭師(1885)
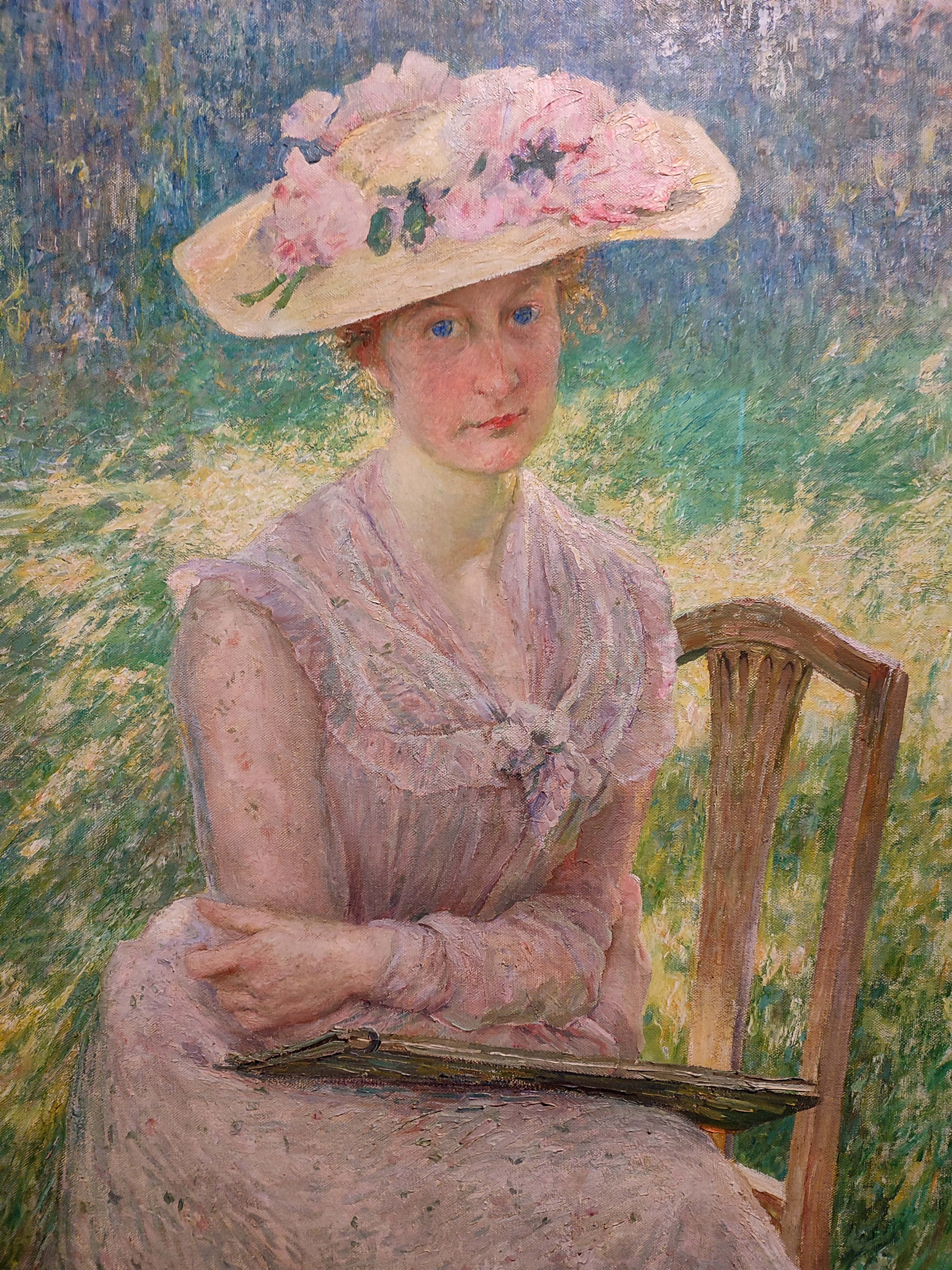
ジェニー・モンチニーの肖像
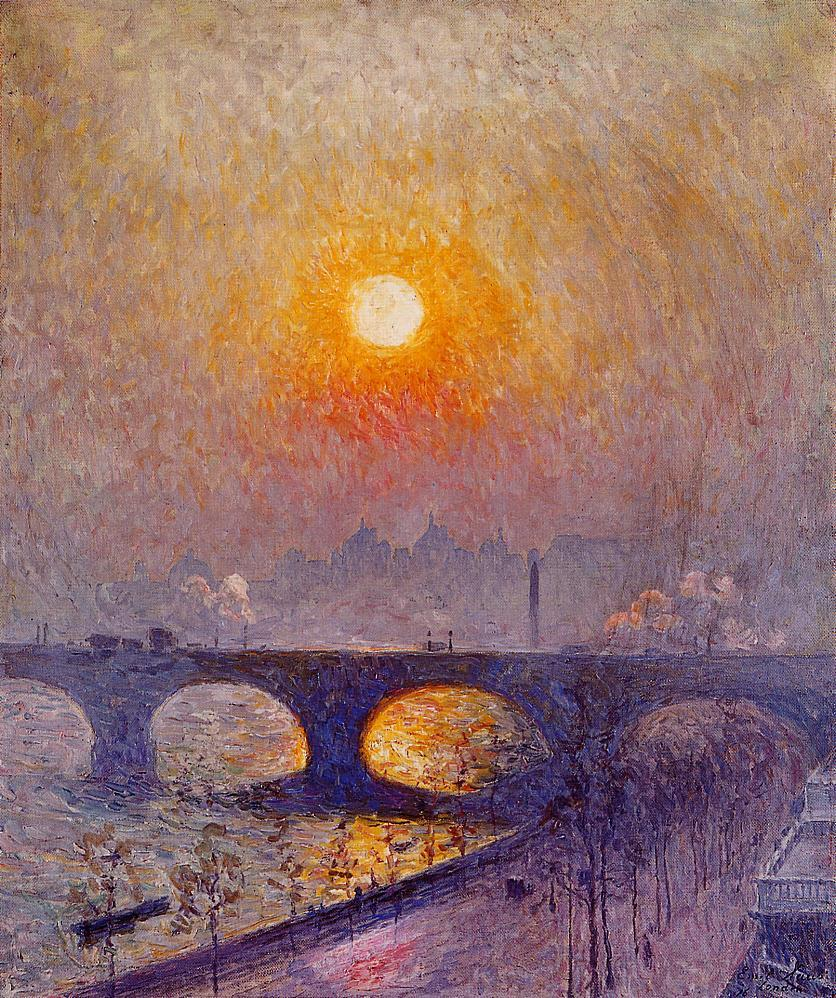
ウォータールー橋の夕日 (1916)